# 加納雄大

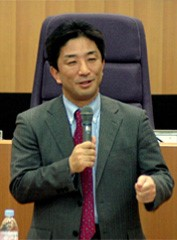
2009年12月

加納 雄大（かのう たけひろ、昭和43年1月13日 -）は、日本の外交官。
岐阜県出身。
東京大学法学部第二類中退（平成元年3月）。

## 経歴
1989年（平成元年）、外務省入省。在ウィーン国際機関日本政府代表部公使、在フィリピン大使館公使、大臣官房参事官、大二官房審議官、南部アジア部長等を務め、2022年9月より内閣府国際平和協力本部事務局長。2023年10月より国際連合教育科学文化機関日本政府代表部特命全権大使。

## 略歴
- 平成元年4月　外務省入省
- 平成19年2月　国際協力局多国間協力課企画官
- 平成20年8月　総合外交政策局総務課外交政策調整官
- 平成22年1月　国際協力局気候変動課長
- 平成24年9月　総合外交政策局安全保障政策課長
- 平成26年7月　在ウィーン国際機関日本政府代表部 参事官
- 平成26年10月　在ウィーン国際機関日本政府代表部 公使
- 平成29年7月　在フィリピン日本国大使館 公使
- 令和元年7月　大臣官房参事官
- 令和2年7月　大臣官房審議官（総括担当）兼大臣官房公文書監理官
- 令和3年9月　アジア大洋州局南部アジア部長
- 令和4年9月　内閣府国際平和協力本部事務局長
- 令和5年10月　国際連合教育科学文化機関日本政府代表部特命全権大使

## 同期
- 相航一（23年アメリカ特命全権公使・21年アメリカ公使）
- 赤堀毅（24年外務審議官（経済担当）・22年地球規模課題審議官）
- 赤松秀一（21年上海総領事）
- 安藤俊英（24年中東アフリカ局長・22年領事局長）
- 市川恵一（23年内閣官房副長官補・22年総合外交政策局長・20年北米局長）
- 岡井朝子（23年バーレーン大使・18年国連事務次長補）
- 城内実（14年外務副大臣・03年衆議院議員）
- 齋田伸一（23年国際平和協力本部事務局長・22年アフリカ部長・20年アメリカ公使・16年エチオピア大使）
- 志水史雄（22年大臣官房長・20年中華人民共和国公使、18年アフリカ連合代表部大使）
- 曽根健孝（22年在ロサンゼルス総領事）
- 田村政美（23年外務省研修所長・20年インドネシア公使）
- 浜田隆（23年瀋陽総領事・21年内閣情報調査室内閣審議官兼国際テロ情報集約室次長）
- 中込正志（22年欧州局長・21年内閣総理大臣秘書官）
- 長岡寛介（24年チェコ大使・21年中東アフリカ局長・19年大臣官房審議官）
- 鯰博行（25年外務審議官（政務担当）・23年アジア大洋州局長・22年経済局長・21年国際法局長）
- 星野芳隆（23年エルサルバドル大使・21年スポーツ庁審議官）
- 松永健（23年トロント総領事）
- 山本恭司（19年フィリピン公使）
- 米谷光司（21年アフリカ部長・17年ジブチ大使）